# Homo sociologicus
Homo sociologicus (łac. człowiek społeczny) – model zachowania człowieka, sztucznie stworzona konstrukcja badawcza mająca pomóc w zrozumieniu działania społeczeństwa i procesów społecznych. Jest to człowiek uspołeczniony i zdepersonalizowany.
Cechy charakterystyczne koncepcji homo sociologicus
- żyje w społeczeństwie. Oddziałuje na niego presja sił społecznych w postaci wierzeń, idei, przekonań, poglądów, etc.
- jest nosicielem ról społecznych. Jest to człowiek bez indywidualności, bezosobowa „wiązka ról społecznych”.
- podstawowymi cechami homo sociologicus są: konformizm oraz pasywność zachowania. Działania jednostki ograniczone są do tych determinowanych przez system społeczny, natomiast sama jednostka nie wywiera żadnego wpływu na otaczającą ją rzeczywistość społeczną.
- jest to istota bardzo „plastyczna”. Może zmieniać się w harmonijny sposób w wyniku procesów społecznych (np.: socjalizacja, resocjalizacja, wychowanie) i realizować działania systemu społecznego, zaś sama pozbawiona jest możliwości dokonywania zmian w tym systemie.